# Woodstock (Georgia)
Woodstock ist eine Stadt im Cherokee County im US-Bundesstaat Georgia mit 35.065 Einwohnern (Stand: Volkszählung 2020).

## Geographie
Woodstock liegt rund 15 Kilometer südlich von Canton sowie etwa 40 Kilometer nördlich von Atlanta.

## Geschichte
Die Eisenbahn erreichte Woodstock im Jahre 1879. Der Ort hatte damals 300 Einwohner, dabei lebte die Bevölkerung von Getreideanbau, Holzschnitzerei und Garnspinnerei. In den 1890er Jahren erreichte der Baumwollanbau eine größere Bedeutung. Nach der Jahrtausendwende stieg die Einwohnerzahl um mehr als das Doppelte.

## Demographische Daten
Laut der Volkszählung von 2010 verteilten sich die damaligen 23.896 Einwohner auf 9.580 bewohnte Haushalte, was einen Schnitt von 2,48 Personen pro Haushalt ergibt. Insgesamt bestehen 10.298 Haushalte. 
64,1 % der Haushalte waren Familienhaushalte (bestehend aus verheirateten Paaren mit oder ohne Nachkommen bzw. einem Elternteil mit Nachkomme) mit einer durchschnittlichen Größe von 3,12 Personen. In 37,4 % aller Haushalte lebten Kinder unter 18 Jahren sowie in 16,0 % aller Haushalte Personen mit mindestens 65 Jahren.
28,3 % der Bevölkerung waren jünger als 20 Jahre, 34,2 % waren 20 bis 39 Jahre alt, 24,7 % waren 40 bis 59 Jahre alt und 12,8 % waren mindestens 60 Jahre alt. Das mittlere Alter betrug 34 Jahre. 46,9 % der Bevölkerung waren männlich und 53,1 % weiblich.
79,3 % der Bevölkerung bezeichneten sich als Weiße, 10,2 % als Afroamerikaner, 0,2 % als Indianer und 4,5 % als Asian Americans. 2,7 % gaben die Angehörigkeit zu einer anderen Ethnie und 3,1 % zu mehreren Ethnien an. 9,7 % der Bevölkerung bestand aus Hispanics oder Latinos.
Das durchschnittliche Jahreseinkommen pro Haushalt lag bei 68.286 USD, dabei lebten 7,3 % der Bevölkerung unter der Armutsgrenze.

## Sehenswürdigkeiten
Im Jahr 1995 wurde das Woodstock Depot in das National Register of Historic Places eingetragen.

## Verkehr
Woodstock wird von der Interstate 575 sowie von der Georgia State Route 92 durchquert.
Der nächste Flughafen ist der Hartsfield–Jackson Atlanta International Airport in rund 60 Kilometer Entfernung.

## Söhne und Töchter der Stadt
- Harold S. Johnston (1920–2012), Chemiker
- Emma Hunt (* 2003), Sportkletterin